# La Cherhale
Pour l’article ayant un titre homophone, voir Cherhal.
La Cherhale est un hameau de la commune belge de Ferrières en province de Liège. 
Avant la fusion des communes, le hameau faisait déjà partie de la commune de Ferrières. Il se trouve sur la route menant à Burnontige.